# ルイジ・ランツィ
ルイジ・ランツィ（Luigi Lanzi、1732年6月14日 - 1810年3月31日）はイタリアの考古学者、美術史家。

## 略歴
マチェラータ県のトレイアで生まれた。司祭になる教育を受け、イエズス会に叙階された。ローマで働いた後、1773年に、クレメンス14世の回勅でイエズス会が禁止された後、フィレンツェに移り、フィレンツェの美術館の学芸員に任じられ、フィレンツェにあったクルスカ学会( Accademia della Crusca)の会長になった。イタリアの絵画史やエトルリアの遺物や言語学を研究した。
考古学に関する著作には「エトルリアの言語の研究」("Saggio di lingua Etrusca)":1789)や「イタリアの言語の研究」("Saggio delle lingue d' Italia":1806)がある。
『イタリア絵画史』("Storia Pittorica dell' Italia")が代表的著作で、フィレンツェ、シエネ、ローマ、ナポリ派を扱った部分が1792年に発表され、残りの部分は1796年に発表された。それまでの美術史が画家の伝記に焦点をあてたものだったのに対して、ランツィは文献を研究するとともに、イタリア中部、北部の教会や美術館を訪れ、画家の作品を研究した。
イタリア美術の盛期ルネサンスからバロックに移行する時代区分「マニエリスム」はランツィが初めて用いた用語である。